# Battaglia del Piave
La battaglia del Piave venne combattuta il 7 e l'8 maggio 1809 tra l'esercito franco-italiano al comando del principe Eugenio di Beauharnais, viceré del Regno d'Italia, e le forze dell'Impero austriaco, guidate dall'Arciduca Giovanni d'Asburgo-Lorena.

## Contesto storico
Dopo la bruciante sconfitta nella battaglia di Austerlitz e la pace di Presburgo, l'Austria usciva dalla guerra della Terza coalizione come parte sconfitta, dovendo cedere l'intera Dalmazia alla Francia. Trascorsi tre anni, in cui l'esercito austriaco stava lentamente assimilando le riforme varate dall'Arciduca Carlo d'Asburgo-Teschen, e visti i magri e vacillanti successi ottenuti da Napoleone in Spagna, la corte imperiale pressava Francesco I per entrare in guerra con i francesi. Alla fine, l'imperatore si convinse e l'Austria attaccò le truppe napoleoniche in Germania, ampiamente riconosciuti come teatro principale della guerra. 
Come fronte secondario, gli austriaci raccolsero il VIII e il IX Armeekorps, affidando il loro comando all'Arciduca Giovanni d'Asburgo-Lorena, con il compito di avanzare nella pianura Padana e di riprendere i territori persi nel presente conflitto. Partiti il 10 aprile 1809, dopo una rapida avanzata, raggiunsero ed occuparono Udine due giorni dopo e si preparano a marciare ancora verso ovest, in direzione di Pordenone.
A difendere i territori del Regno d'Italia, Napoleone aveva scelto il figliastro, Eugenio di Beauharnais, all'epoca ancora inesperto nel ruolo di comandante. Le forze del suo esercito erano ancora disperse su tutto il territorio al momento dell'invasione e non fu possibile concentrarle rapidamente.
Il 15 e 16 aprile, con le truppe disponibili, Eugenio attaccò gli austriaci a Sacile, affidandosi erroneamente ad una presunta superiorità numerica. Sorpreso da una manovra nemica, Eugenio fu costretto a ritirare le proprie forze e ad accettare la sconfitta, ripiegando su posizioni difensive più arretrate.

## Antefatti
Raggiunto prima il Piave e poi l'Adige, Eugenio riuscì a raggruppare due ulteriori divisioni, giunte in ritardo a causa del maltempo e delle pessime strade. Separò le proprie truppe, in modo che almeno una divisione proteggesse Venezia e riorganizzò il proprio esercito in corpi d'armata, appuntando a ruoli di comando alcuni generali approvati da Napoleone stesso.
Trovata la posizione difensiva ideale a Caldiero, Eugenio attese l'arrivo dei suoi nemici, su cui, questa volta per davvero, aveva una superiorità numerica netta. Infatti, per evitare un accerchiamento, il nemico aveva a sua volta dovuto separare le proprie forze in modo da coprire le linee di comunicazione, distaccando alcuni uomini di guardia a Venezia. 
Giunto il 27 aprile, le due forze si scontrarono. Nell'arco dei tre giorni a seguire, gli austriaci attaccarono i franco-italiani a San Bonifacio, Soave e Castelcerino, ottenendo due dei tre paesi. La scarsa esperienza di Eugenio fu determinante in tal senso: preferì non agire invece di supportare un attacco che avrebbe ripreso il possesso dei territori persi.
Ciò nonostante, dopo l'arrivo della notizia della sconfitta di Carlo ad Eckmuhl, Giovanni realizzò che vi era la concreta possibilità di un accerchiamento da parte dell'esercito napoleonico, una volta che questo fosse sceso dalla Germania passando per le Alpi. Per questo motivo, sebbene la guerra fosse inizialmente volta in suo favore, decise di iniziare a retrocedere, tornando verso il Friuli. Il 1 maggio fu dato l'ordine all'esercito austriaco di iniziare la ritirata.
A questo punto, dato il momento e la superiorità numerica netta delle proprie forze (circa 50 000 uomini contro 30 000), Eugenio si lanciò all'inseguimento degli austriaci. Dopo aver compiuto un'azione sulla retroguardia, gli austriaci si fermarono sul Brenta fino al 5 maggio, per poi riprendere la marcia. Nel frattempo, Eugenio inviò Durette a rompere l'assedio di Venezia e, una volta preso possesso della guarnigione locale, portare gli uomini sul Piave, riunendosi al corpo principale dell'esercito. Il 7 maggio, gli austriaci si accamparono a Conegliano, ad 8 km dal Piave, dopo aver bruciato i ponti al loro passaggio. Furono raggiunti dai ricognitori di Eugenio, che esaminarono le rive del fiume in cerca di un guado. In particolare, il VIII Chasseurs riuscì ad attraversare e a compiere una ricognizione. Avendo ricevuto notizie che riportavano l'avvistamento dei francesi, l'Arciduca fece marciare le truppe a difesa del fiume.

## La battaglia

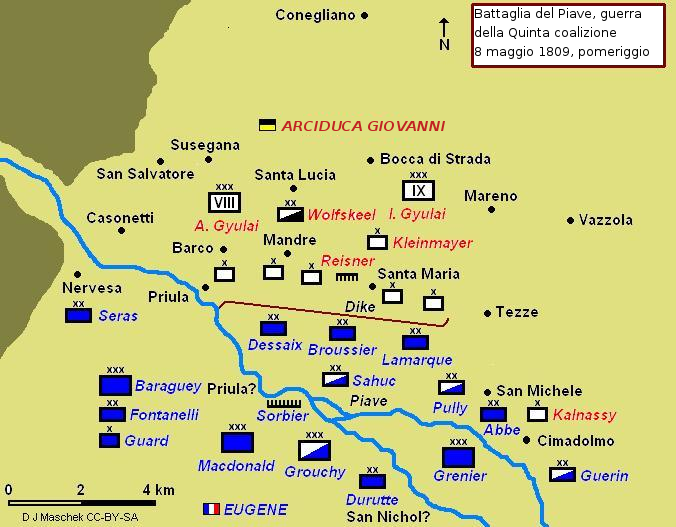
Schema della battaglia

La cavalleria di Eugenio trovò tre punti adatti al guado: uno a Nervesa della Battaglia, situato più a monte; uno al centro a Ponte della Priula ed infine uno a San Nichiol (distrutto durante la Prima Guerra mondiale), nei pressi di Cimadolmo. Il primo dei tre guadi citati era circondato da un territorio collinare, mentre gli altri due erano completamente pianeggianti. Infine, tra Priula e Tezze, vi era un canale, oggi scomparso, chiamato Piavesella, che scorreva in direzione est-ovest, per poi svoltare brevemente verso nord-est. Tale canale era seguito da un argine, ad esso parallelo.
Eugenio, credendo che le forze austriache fossero a Conegliano, aveva pianificato un ambizioso assalto anfibio. In realtà, le forze austriache erano situate 4 km più a ovest, più vicine al fiume di quanto ipotizzato da Eugenio. Il VIII Armeekorps di Ignaz Gyulai era stazionato tra Susegana e Santa Lucia di Piave, mentre il IX di suo fratello Albert tra Santa Lucia e Bocca di Strada, più a est. Nel complesso, gli austriaci avevano tra le 24 000 e le 28 000 truppe.
Eugenio aveva compreso che la sconfitta di Sacile era frutto della scadente preparazione della battaglia e aveva fatto in modo da non ripetere l'errore: la maggior parte delle sue truppe erano pronte all'azione ed immediatamente disponibili. Il piano di battaglia era il seguente: effettuare un'azione diversiva a Nervesa, mentre il grosso dell'attacco sarebbe stato guidato da Dessaix a Priula. Grouchy avrebbe supportato la manovra attraversando a San Nichiol e risalendo verso nord con la cavalleria. Numerose batterie, al comando di Sorbier, furono posizionate sulla sponda meridionale del fiume, pronte a supportare l'attraversamento a Priula. Se questa prima fase fosse stata compiuta con successo, MacDonald e d'Hilliers avrebbero a loro volta attraversato a Priula, mentre Grenier lo avrebbe fatto seguendo il percorso di Grouchy.
Alle 7 del mattino, Dessaix attraversò il fiume con le prime 5 000 truppe. A logo insaputa, l'esercito di Giovanni si stava muovendo lungo la Piavesella, molto più vicino di quanto previsto. L'Arciduca sposto il VIII Armeekorps sulla sinistra con la fanteria di Frimont, mentre il IX manteneva il fianco destro. Un'ora dopo, le forze di Dessaix erano circa 400 metri a sud dell'argine quando la cavalleria austriaca li caricò. Dessaix fece disporre gli uomini in due quadrati e respinse ogni attacco austriaco. Dopo che le disorganizzate ondate di cavalieri si ritirarono, l'artiglieria austriaca, situata a 700 metri più a nord, aprì il fuoco sui francesi.
Il bombardamento austriaco causò rapidamente seri danni al contingente francese. Mentre le formazioni francesi affrontavano il fuoco nemico, alcuni messaggeri raggiunsero Eugenio per richiedere aiuto. Il viceré fece spostare venti cannoni sulla sponda nord e, una volta pronti, rispose al fuoco austriaco. Il comandante della cavalleria austriaca, Wolfskeel richiese l'invio della fanteria, ma nessuno arrivò.
Mentre Dessaix e Wolfskeel si affrontavano, Grouchy inviò la divisione di Pully e quella di Sahuc attraverso il Piave, nel guado di San Nichiol. Questi incontrarono una brigata del IX Armeekorps ed ingaggiarono battaglia, riuscendo a respingerli sino a Cimadolmo e San Michele. L'arrivo di un'altra divisione francese permise a Pully e Sahuc di andare a supportare Dessaix al centro. A questo punto, l'artiglieria francese iniziò ad accusare scarsità di munizioni, lasciate sull'argomento sponda nella fretta di attraversare.
Abbiamo due versioni di quello che successe dopo. Nella prima, verso le 10, Wolfskeel ritornò all'attacco. Le sue forze, disposte in tre linee furono controcaricate dai dragoni di Pully e dalla cavalleria leggera di Sahuc, terminando in un feroce combattimento corpo a corpo. Nella seconda, coperti dal fumo delle artiglierie, i francesi effettuarono una manovra a tenaglia, indirizzata contro le batterie di artiglieria austriaca. Mentre una parte dei francesi si occupò direttamente dell'artiglieria, un'altra andò a scontrarsi con la cavalleria, momentaneamente raggruppata nelle vicinanze. In entrambi i casi, il risultato dell'azione della cavalleria è lo stesso: Wolfskeel viene ucciso in combattimento ed il suo secondo viene fatto prigioniero. Completamente priva di guida, la cavalleria si disperse. I francesi riuscirono a catturare 14 cannoni e l'ufficiale che li comandava, Reisner.
I cavalieri francesi inseguirono gli austriaci in rotta sino a Santa Maria e Mandra, dove furono fermati da due brigate in riserva. Dopo essersi disposti a quadrato, gli austriaci riuscirono a respingere glia attacchi della cavalleria francese. Non riuscendo a proseguire senza supporto, i francesi ripiegarono sull'argine, occupato da Dessaix. Nonostante le acque del Piave si stessero ingrossando, Eugenio proseguì seguendo il piano, iniziando l'attraversamento in massa.
Mentre Eugenio era impegnato nel guadare il fiume, fino a che le condizioni lo permettevano, e Giovanni stava riorganizzando le sue truppe, i combattimenti cessarono dopo le 13. Alle 15, a causa dell'acqua eccessivamente alta, l'attraversamento del Piave fu sospeso, con tutta la cavalleria ed oltre metà della fanteria sulla sponda nord del Piave. Vedendo la sua cavalleria in rotta e la fanteria demoralizzata, Giovanni decise di non ingaggiare il nemico.
Le truppe francesi che erano riuscite da attraversare il fiume si attestavano tra le 27 000 e le 30 000 unità. Eugenio decise di dividere le truppe in due gruppi: il primo, composto dal corpo di MacDonald, dalla divisione di Durette e dalla cavalleria di Sahuc, avrebbe attaccato l'argine mentre il secondo, composto dalla cavalleria di Pully e Guérin, dalla fanteria di Abbé e dal corpo di Grenier, avrebbe dovuto tenere impegnato il fianco sinistro del IX Armeekorps a San Michele e Cimadolmo. L'attacco francese iniziò nel tardo pomeriggio. La fanteria di Abbé fu bloccata dagli ultimi reparti ancora funzionanti della cavalleria austriaca, gli ussari del reggimento Arciduca Giuseppe. Pully e Guérin riuscirono a vanificare la risposta austriaca e presto il generale Kalnássy fu costretto ad abbandonare San Michele e Cimadolmo in favore di Tezze, sotto la pressione di Grenier. Rimase lì fino a sera. Gli austriaci persero 1 200 uomini nei combattimenti.
MacDonald iniziò il suo attacco con un bombardamento da parte dei suoi 24 cannoni. Le sue forze riuscirono a rompere la formazione del IX Armeekorps, forzando l'Arciduca ad impiegare le sue ultime riserve, la brigata di granatieri di Kleinmayer. Queste forze d'élite attaccarono i francesi, ma non riuscirono a fermarne l'avanzata. Sul fianco sinistro, Sahuc e Dessaix presero Barco mentre MacDonald entrava a Santa Maria e perseguiva in direzione di Bocca di Strada. Finalmente, sulla destra, Grenier vinse la resistenza di Kalnássy a Tezze, mandando in rotta le sue divisioni di dragoni. L'armata austriaca, completamente nel caos, si diede alla fuga, raccogliendosi a Conegliano. Al calare della notte, Eugenio sospese l'inseguimento, fermandosi tra Susegana e Vazzola.

## Conseguenze
Dopo la battaglia, Giovanni riportò le proprie truppe a Conegliano mentre Eugenio preferì attendere a Bocca di Strada, in modo da avere l'intera armata al completo prima di ripartire. Le perdite riportate dai resoconti francesi dell'epoca sono di 700 tra feriti e caduti, ma più realisticamente sono state attorno alle 2 000; gli austriaci, invece subirono quasi 4 000 perdite, delle quali 398 furono uccisi, 697 erano feriti, 1 681 catturati e 1 120 dispersi, oltre a 15 cannoni catturati dai francesi.
Giovanni portò le proprie forze a Sacile, proseguendo nella ritirata. Qui, commise l'ingenuo e grave errore di dividere le sue forze in modo che metà si recasse a Lubiana e l'altra parte procedesse verso la Carinzia. 4 000 uomini furono affidati a Frimont e stazionati a San Daniele come retroguardia. Questi ultimi furono accerchiate da Eugenio e Dessaix l'11 maggio, subendo circa 2 000 perdite tra morti, feriti e dispersi. Nonostante ciò, Frimont riuscì a mantenere l'ordine e a ritirarsi.
L'avanzata di Eugenio non poté più essere fermata: le sue forze proseguirono in una serie di vittorie contro l'armata di Giovanni, inseguendoli sino al cuore dell'Austria e dell'Ungheria, tanto da riuscire a giungere a Wagram in tempo per partecipare alla battaglia due mesi dopo.